# Dlingo (Mojosongo)
Dlingo is een bestuurslaag in het regentschap Boyolali van de provincie Midden-Java, Indonesië. Dlingo telt 3455 inwoners (volkstelling 2010).